# Kovács János (politikai elemző)
Kovács János (Dunaújváros, 1987. május 27. –) magyar politológus, konzervatív politikai elemző, az Iránytű Intézet korábbi vezető elemzője (2012-től 2018. májusig).

## Életpályája
A dunaújvárosi Széchenyi István Gimnáziumban érettségizett 2005-ben, majd a Pécsi Tudományegyetem politológia szakján diplomázott 2010-ben kitüntetéses minősítéssel. 2010 és 2013 között jogot hallgatott az ELTE Állam- és Jogtudományi Karon.
2007 és 2008 között a Politológus Hallgatók Országos Egyesülete (PHE) Ügyvivő Testületének tagja, 2009-től 2012-ig a  Magyar Politikatudományi Társaság (MPTT) tagja. A Magyar Országgyűlésben két periódusban gyakornokoskodott: 2009. március-áprilisban, valamint 2011. október-novemberben. Az Országgyűlés plenáris üléseinek látogatásán túl az Alkotmányügyi, Igazságügyi és Ügyrendi bizottság munkáját követte figyelemmel, illetve segítette a mentor képviselők munkáját; tapasztalatairól esettanulmányt készített.
Az Iránytű Politikai és Gazdaságkutató Intézet Kft. (Iránytű Intézet) politikai elemzője, majd vezető elemzője. Ebben az időszakban politikai napirend-elemzéssel, szakpolitikai elemzéssel, politikai tanácsadással, beszédírással, kvantitatív közvélemény-kutatások kiértékelésével, és az ezzel kapcsolatos politikai kommunikációs stratégia-alkotással foglalkozik. 2011. május 16-án a dunaújvárosi Intercisa Múzeumban tartott előadást Teleki Júlia vajdasági közíró, volt tartományi képviselő a második világháború utáni, bácskai magyarok elleni népirtásról. A rendezvény ötletével Kovács János, a PTE BTK végzett dunaújvárosi származású hallgatója kereste meg a múzeum vezetését, Barkóczi Csaba, a Kosztolányi Dezső Céltársulás későbbi elnöke kérésére. Rendszeres szerzője a Jobbikhoz közel álló Barikád hetilap Iránytű Intézet rovatának, és állandó meghívott vendége a P+ TV (Parlament TV) Heti Politika című műsorának.
Az úgynevezett G-napot követően a HírTV Csörte című műsorában való részvételét lemondó G. Fodor Gábor helyére kerül, aki utóbb, egy Török Gáborral készített páros interjúban így nyugtázza a történteket: "Majd lesz belőle híres elemző. Nagyobb kérdésekről van szó, mint hogy ki üljön be egy elemző műsorba." Kovács János ekkor már rádió- és televízióműsorok, egyetemi tanszékek (PTE, ELTE), gazdasági fórumok panelbeszélgetéseinek meghívott vendége (pl. Kiszelly Zoltánnal és Boros Tamással a 2014-es "szuper választási évet" és a politikai radikalizmusok hazai helyzetét, az iCon Intelligent Economy V. Gazdaságpolitikai Konferenciáján Mráz Ágoston Sámuellel és Krekó Péterrel vitázik az euroszkepticizmusról). 2015 novemberében Bíró-Nagy Andrással, a Policy Solutions társalapítójával és kutatási igazgatójával vitázik az Antall József Tudásközpont által szervezett "Ideológiák negyedszázada - Radikalizmus" címet viselő konferencián. Az ún. kvótanépszavazás előtt, 2016. szeptember 27-én Kovács János a Kosztolányi Dezső Céltársulás meghívására Szakács Andrással, a Méltányosság Politikaelemző Központ elemzőjével és dr. Vincze Gézával, a Fidelitas országos alelnökével vitázik a "betelepítési kvótával" kapcsolatos október 2-i népszavazás témájában.
A Jobbik ún. néppártosodását szükségszerűségét, valamint a magyar pártrendszer hagyományos jobboldal-baloldal dichotómia menti felosztásának 21. századi relevanciáját vizsgálva írja meg hosszú, elemző cikkét (a Jobbik akkori elnökének, Vona Gábornak a programadó írására egyazon lapszámban reflektálva), "Politikai ideológiák szerepe a 21. században - Új politikai koordináta-rendszer" címmel. Az elemző cikk a következő kiadványban jelent meg: . Későbbi, a rendszerellenességgel foglalkozó cikkéről a Magyar Nemzet újságírója megállapítja: "Pragmatikus szempontok mentén vizsgálja, mikor érdemes rendszerellenesnek lenni – leginkább iránymutatás ez a párt számára". Közreműködik a taktikai szavazást népszerűsítő, a Magyar Nemzet és az Iránytű Intézet közös projektjeként futó kireszavazzunk.hu kutatói háttérmunkájában és promóciójában. A 2018. április 8-i általános országgyűlési választást megelőzően gyakori vendége, interjúalanya a Lánchíd Rádió Reggeli Hírjáratának és elemző műsorainak, s többször megfordul a HírTV, az ATV és az EchoTV stúdiójában is. A 2018-as választás estéjén a Lánchíd Rádió választási műsorában várja az eredményeket, a választást követően több alkalommal nyilatkozik a HírTV-nek, majd a Lánchíd Rádió és az Iránytű Intézet kutatásait rendszeresen közlő Magyar Nemzet megszűnését, a HírTV tulajdonosváltását követően ritkábban vállal közéleti szereplést.
Az Iránytű Intézet 2018. májusi leállását, az intézettől való távozását követően elindítja Az elemző szemével blogfelületét, illetve a hozzá tartozó Közösségi médiafelület. Bejegyzéseiről az Alfahír hírportál mellett a Mandiner is  beszámol. 2020 februárjáig visszatérő interjúalanya az Alfahír elemző cikkeinek, angol nyelvű publikációit a Hungary Journal vendégszerzőjeként közli. "Van élet a „zöld kommunizmuson” és a „fekete populizmuson” túl!" címmel jelenik meg a Kovács Tibor–Fodor Gábor szerzőpáros vitaindító cikkére adott válasza a Válasz Online felületén. 2020 márciusától augusztusáig az LMP által alapított Ökopolisz Alapítvány támogatásával működő Jövő TV politológus vendégszerzője, a Jövő Rádió Pálya szélén című podcast-sorozatának állandó vendége. 2020 október-november között a Mathias Corvinus Collegium (MCC) Senior kutató pozíciójú munkatársa. 2020 novemberétől szabadúszó politikai tanácsadó. Politikai elemzőként rendszeresen nyilatkozik az Indexnek, az Ugytudjuk.hu portálnak, a Blikknek és egyéb országos médiumoknak. Kutatóként részt vett a Fiatalok a Nemzetért Alapítványnak az Európai Unió Erasmus+ programja keretében végzett ifjúságkutatásában, valamint közreműködik a fiatalok médiatudatosságát, médiafogyasztási szokásait vizsgáló kutatásban. 2023 októberétől a PegaPoll vezető elemzője. Az Index és a PegaPoll kooperációjával létrejött, aktuális közéleti kérdésekről és a közhangulat változásáról szóló, online felmérések kutatási jelentéseit havi, kéthavi rendszerességgel publikálja az Index felületén.